# جک گوین
جک گوین (انگلیسی: Jack Gavin؛ ‏ زادهٔ ۱۸۷۵ – ۶ ژانویهٔ ۱۹۳۸) کارگردان فیلم اهل استرالیا بود.
از فیلم‌هایی که وی در آن نقش داشته‌است، می‌توان به آره، آره، نانت، محض رضای خدا و دل‌های لرزان اشاره کرد.